# Salt del Fitó
El Salt del Fitó és un salt d'aigua de 60 metres d'alçada ubicat al municipi de la Jonquera a l'Alt Empordà dins el Paratge Natural d'Interès Nacional de l'Albera. Considera la cascada més alta del Pirineu oriental, forma part de la capçalera de la conca hidrogràfica del riu Llobregat d'Empordà. Se'n té referències des de l'any 1887, on l'escriptor Carles Bosch de la Trinxeria descriu al seu llibre Records d'un excursionista el recorregut del riu i el salt d'aigua, conegut com lo Salt d'en Fitó.